# Røgerigården
Røgerigården er et historisk ejendomskompleks fra 1930'erne på Amager beliggende i Mjøsensgade og Gullandsgade. Bygningen er opført i ny-funktionalistisk stil og er i øjeblikket ejet af JØP m.v.
|  | Denne artikel om en bygning eller et bygningsværk kan blive bedre, hvis der indsættes et (bedre) billede. Du kan hjælpe ved at afsøge Wikimedia Commons for et passende billede eller lægge et op på Wikimedia Commons med en af de tilladte licenser og indsætte det i artiklen. |

55°39′28.5″N 12°35′55″Ø / 55.657917°N 12.59861°Ø